# Guardia de color

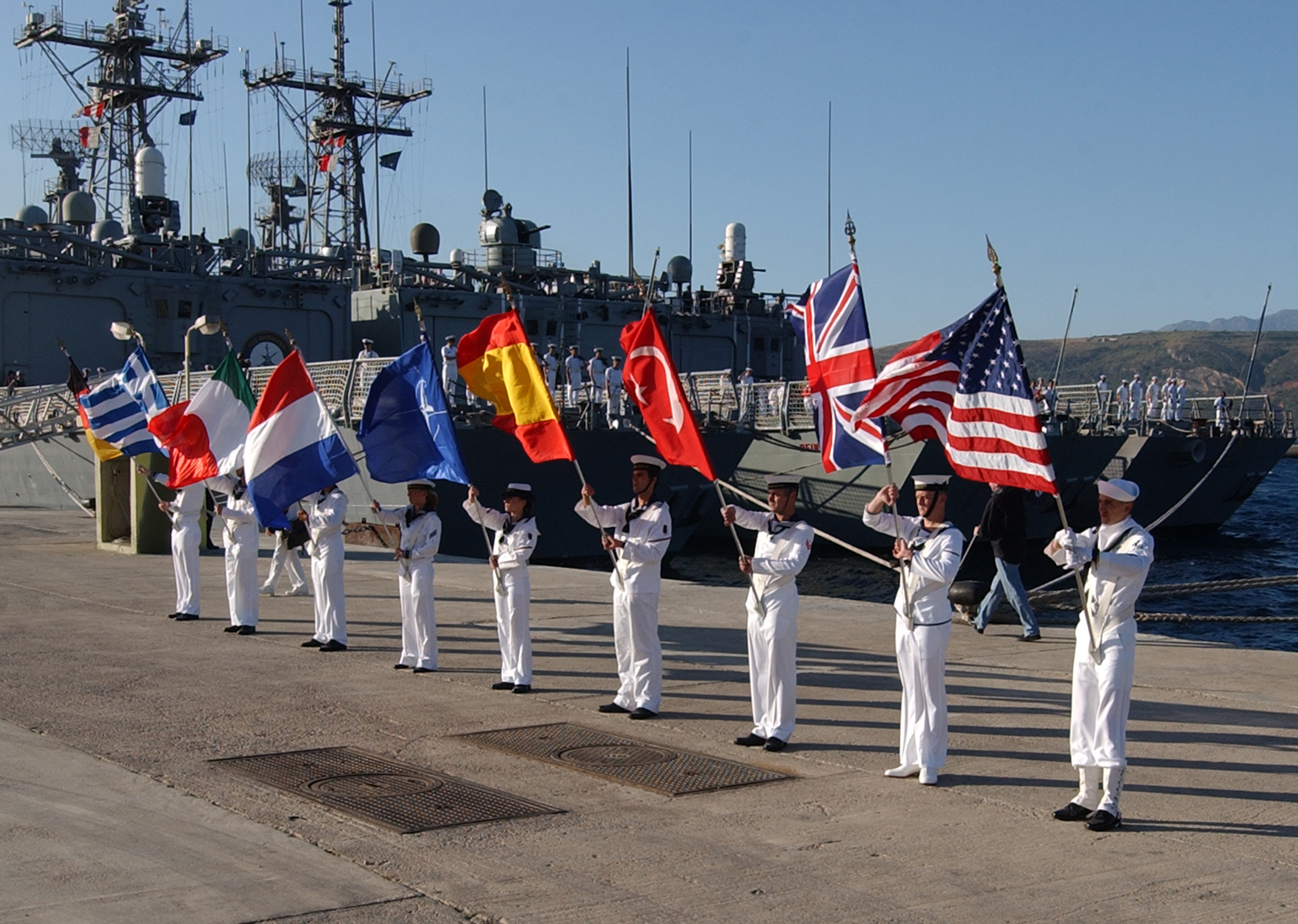
Destacamento de la guardia de color de la Armada de los Estados Unidos.

Una guardia de color es un destacamento de soldados asignados a la protección de los colores del regimiento. Este deber es tan prestigioso que la insignia del regimiento generalmente es llevada por un oficial joven, normalmente un alférez, mientras que los suboficiales experimentados, que normalmente son sargentos, tienen asignada la protección de la bandera regimental. Los soldados son comandados por suboficiales y van armados de manera ceremonial con sables y rifles. Su labor es proteger la bandera del regimiento. Las unidades encargadas de la protección de los colores regimentales generalmente están formadas por pelotones de infantería, pero también hay escuadrones de caballería.

## Historia
A medida que los ejércitos se entrenaron y adoptaron formaciones previamente establecidas, la capacidad de cada regimiento para mantener su formación fue potencialmente crítica para su éxito, y por lo tanto, para su ejército. En el caos de la batalla, no solo por la cantidad de polvo y humo en el campo de batalla, los soldados necesitaban poder determinar dónde estaba su regimiento. Las banderas y los estandartes han sido utilizados por muchos ejércitos en la batalla para cumplir con este propósito. Las banderas del regimiento generalmente son otorgadas a un regimiento por un Jefe de Estado durante una ceremonia y los colores pueden estar inscritos con honores de batalla u otros símbolos que representan logros anteriores. Por lo tanto, son tratados con reverencia ya que representan el honor y las tradiciones del regimiento. Antaño la pérdida de la bandera de una unidad militar no solo era vergonzosa, sino que perder ese elemento central de referencia podía hacer que la cohesión de la unidad se rompiera. Por lo tanto, los regimientos tendían a adoptar la guardia de color, un destacamento de soldados muy experimentados de élite, para proteger bien sus colores regimentales. Como resultado de lo anterior, la captura del estandarte del enemigo era considerada como una gran hazaña de armas. Debido al advenimiento de las armas modernas y los cambios posteriores en las tácticas militares, los colores ya no se usan en la batalla sino que son transportados por los guardias de color en los eventos que tienen un carácter formal.

### Estados de la Mancomunidad de Naciones

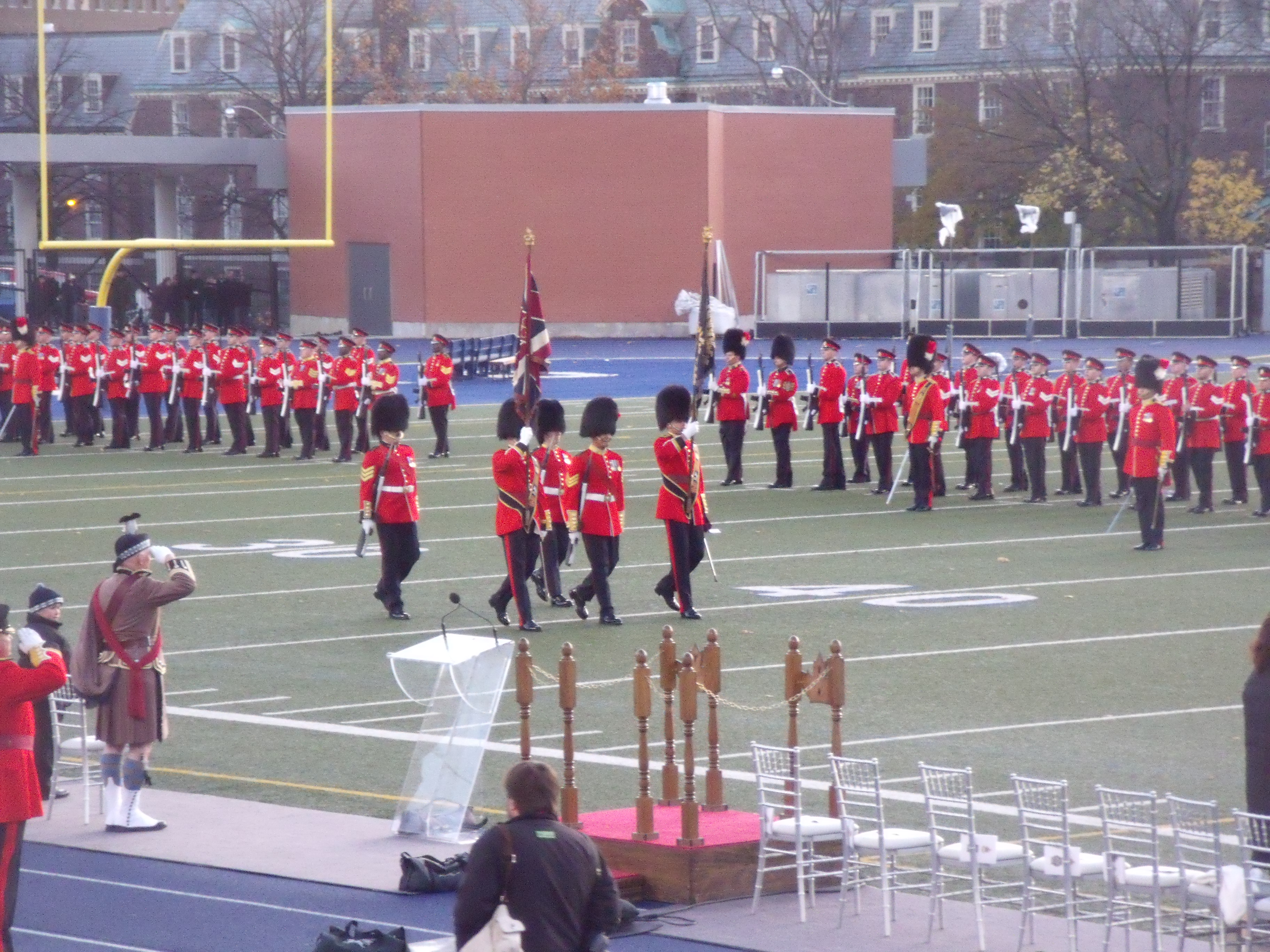
Los antiguos estandartes del Regimiento Real de Canadá son llevados por la guardia de color durante la presentación de los nuevos colores del regimiento.

Los guardias de color se utilizan en los ejércitos de la Mancomunidad de Naciones (en inglés: Commonwealth of Nations) incluidas las naciones de Australia, Canadá, Jamaica, Nueva Zelanda y el Reino Unido. Una unidad de la guardia de color generalmente consiste en el abanderado, con el rango de teniente o equivalente, colocado en el centro de la guardia de color, flanqueado por dos o más soldados, armados normalmente con rifles y sables. Un sargento mayor normalmente suele estar situado tras los colores portando un bastón de mando. Además de presentar armas y sables, se espera que los guardias de color de la Mancomunidad de Naciones bajen completamente sus banderas en saludos completos y regulares en ceremonias y desfiles. Los civiles deben pararse en esos momentos y se espera que los soldados los saluden cuando no están en la formación. Cuando los colores se combinan en el desfile la formación militar es la siguiente: un alférez oficial, dos o más soldados armados con rifles, un sargento de guardia y un sargento mayor llevando una vara de mando.

### Estados postsoviéticos

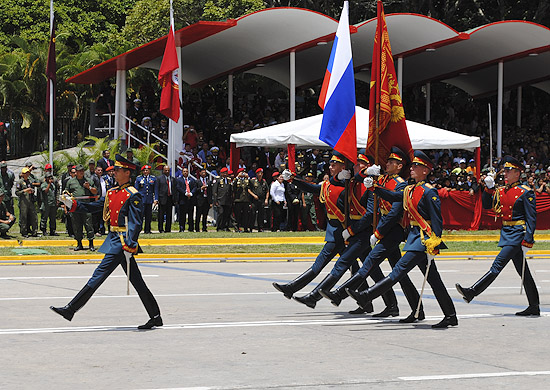
Guardia de color de las Fuerzas Armadas de Rusia celebrando la Independencia de Venezuela, en Caracas, en el año 2011.

Las prácticas de los guardias de color de las fuerzas armadas de varios estados postsoviéticos son similares entre sí, adoptando la práctica de las antiguas Fuerzas Armadas Soviéticas. Las guardias de color de estos estados generalmente están formadas por un oficial, normalmente un alférez, o por un suboficial portando la bandera nacional, o la insignia de su unidad militar, y por dos miembros del pelotón que asisten al alférez. Las unidades militares activas, las academias militares y los guardias de honor, llevan sables y fusiles cuando desfilan con la guardia de color. Las costumbres de los guardias de color de las antiguas Fuerzas Armadas de la Unión Soviética también fueron adoptadas por las Fuerzas Armadas de Mongolia, dada la relación histórica existente entre ambas naciones.

### Estados Unidos

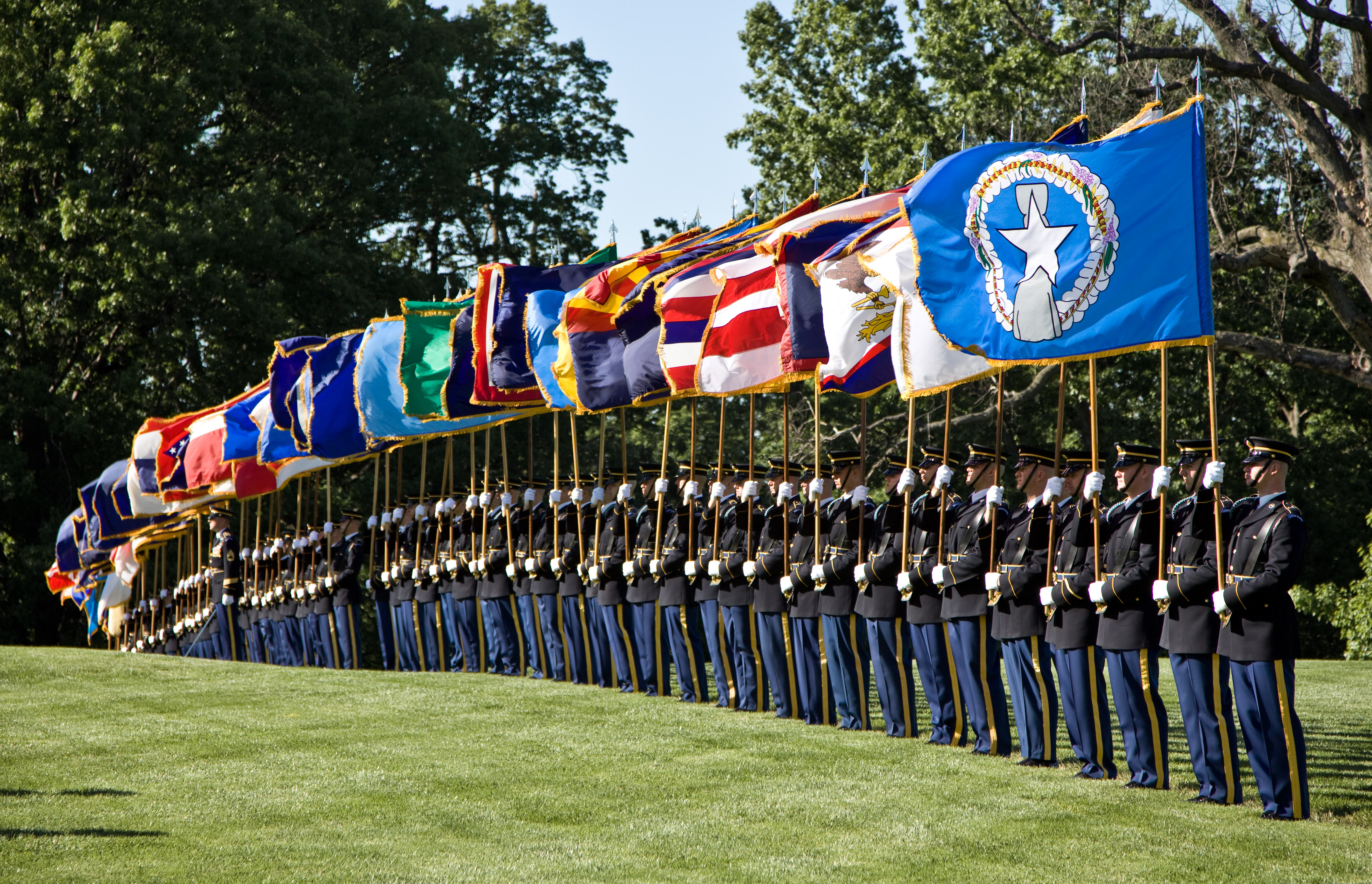
Un destacamento de la guardia de color del tercer regimiento de infantería del ejército estadounidense con uniforme de gala.

En las Fuerzas Armadas de los Estados Unidos, la guardia de color (en los Estados Unidos la palabra color se refiere a la bandera nacional) lleva los colores nacionales y la bandera de su respectiva unidad militar. Normalmente, estas banderas incluyen la bandera regimental y la insignia de la rama militar correspondiente: (ya sea esta el Ejército, el Cuerpo de Marines, la Armada, la Fuerza Aérea, o la Guardia Costera). Los portadores de la bandera se colocan en el centro de la guardia de color, hay dos o más personas en la formación que portan rifles y sables, este es un símbolo de que la bandera y la nación siempre estarán bien protegidas.

#### Composición de la guardia de color
Los guardias de color de las Fuerzas Armadas de los Estados Unidos normalmente llevan una vestimenta completa y formal, en Estados Unidos, tradicionalmente el sargento mayor es el responsable de la protección, el cuidado, y la exhibición de los colores de la unidad, el sargento mayor también es el responsable de la selección, la capacitación, y el desempeño de los miembros de la unidad militar. La guardia de color consiste en soldados alistados y está dirigida por el sargento mayor, que lleva el color nacional y da las órdenes necesarias para hacer los movimientos y rendir los honores durante los ejercicios de simulacro y las ceremonias de desfile. El hecho de ser asignado a la guardia de color se considera como un verdadero honor, ya que estos soldados presentan y llevan los símbolos de su unidad y su país. Dependiendo de las circunstancias y las órdenes de su comandante, los miembros deben usar una vestimenta completa y uniformes formales.

#### Maniobras militares
Los guardias de color marchan a corta distancia hombro con hombro. Los colores nacionales siempre deben estar en una posición de honor a la derecha, la guardia de color debe ejecutar un movimiento especial para invertir la dirección de la marcha. El pelotón nunca debe marchar hacia atrás, aunque puede realizar una maniobra conocida como contramarcha para mantener las banderas en orden. Otros movimientos de entrenamiento realizados por los guardias incluyen la presentación de armas, los giros a izquierda y a derecha, las marchas militares, la vista a la izquierda y la vista a la derecha, cuando las tropas pasan frente al estrado durante un desfile militar, sosteniendo y desplegando los colores nacionales. Los soldados de la guardia a veces llevan bayonetas montadas en los rifles.

#### Presentación de honores militares

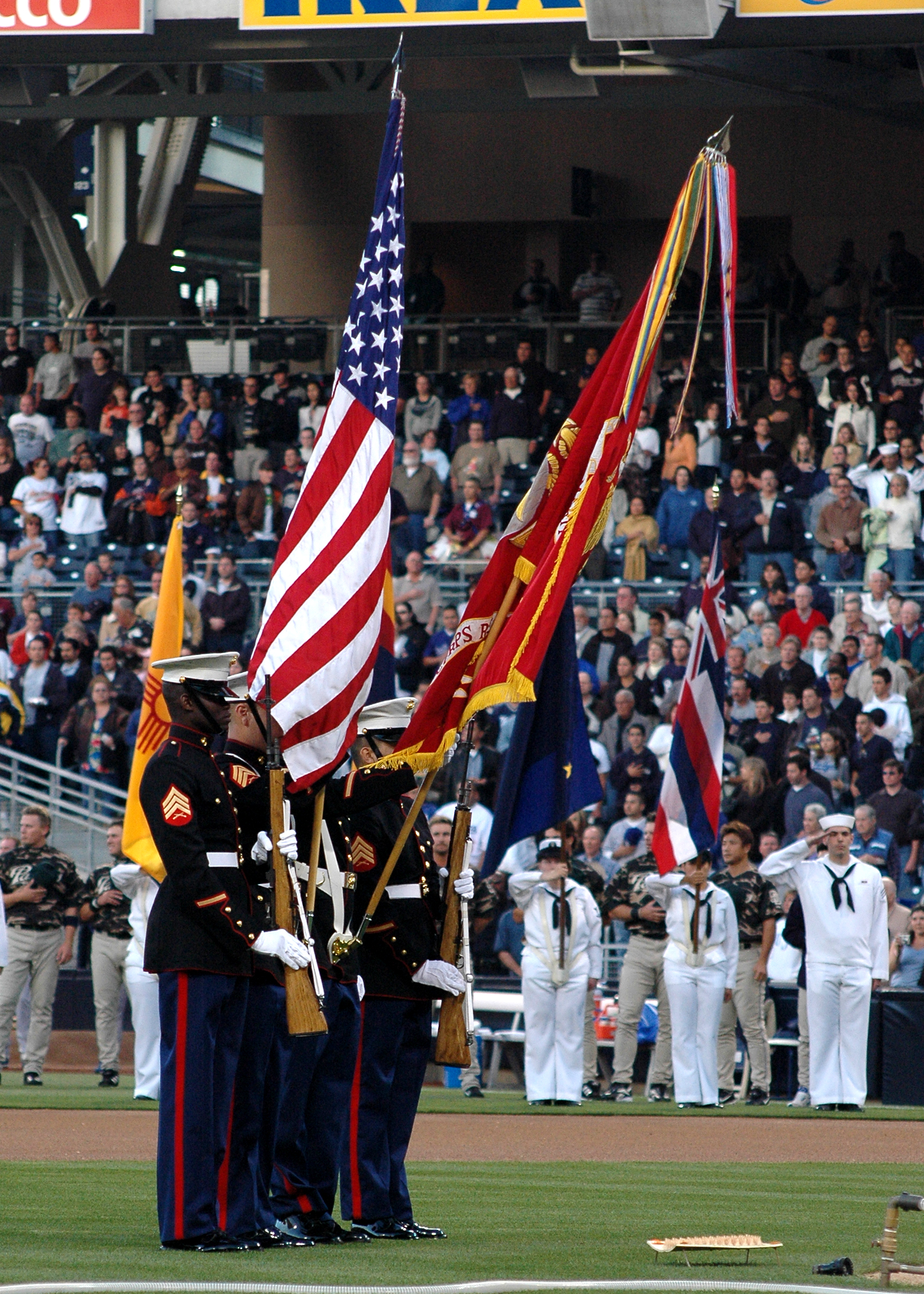
Guardia de color del Cuerpo de Marines de los Estados Unidos.

El guardia de color rinde honores militares cuando es interpretado o se canta el himno nacional, al pasar una revisión durante un desfile, o en otras circunstancias. En estos casos, los portadores de las banderas de la unidad y del regimiento, saludan inclinando sus banderas hacia adelante. Sin embargo, con la excepción de una respuesta a un saludo naval, la bandera nacional de los Estados Unidos no hace ningún saludo, esto se detalla en el código de la Bandera de los Estados Unidos y en la legislación militar correspondiente. 
En las Fuerzas Armadas de los Estados Unidos, los individuos y las unidades que pasan cerca de los colores desplegados, rinden honores a estos colores. Los individuos que no forman parte de ninguna formación militar comienzan a saludar cuando los colores están a seis pasos de distancia, y mantienen el saludo hasta que los colores están a seis pasos de distancia de ellos. Se espera que los civiles estadounidenses se mantengan en la posición de atención con su mano derecha colocada sobre el corazón durante el mismo período, este mismo saludo se aplica también a las organizaciones uniformadas, en concreto a organizaciones como los Boy Scouts de América y las Girl Scouts de los Estados Unidos. Los veteranos deben saludar a los colores nacionales, al igual que el personal militar en activo, esto incluye a los soldados no uniformados.

#### Vestimenta de la guardia de color
Es obligatorio que todos los miembros de la guardia de color usen tocados, por ejemplo, una gorra de guarnición, una boina, o una gorra de servicio. En ocasiones, algunos guardias pueden ir montados a caballo. Un pelotón de la guardia de color de los Estados Unidos está formado por un sargento que lleva los colores de la insignia nacional y dirige la unidad, el abanderado de la unidad militar y dos soldados de escolta armados con rifles y sables. Si se transportan varios colores, pueden ser necesarios varios portadores de banderas.

### Reino de Suecia

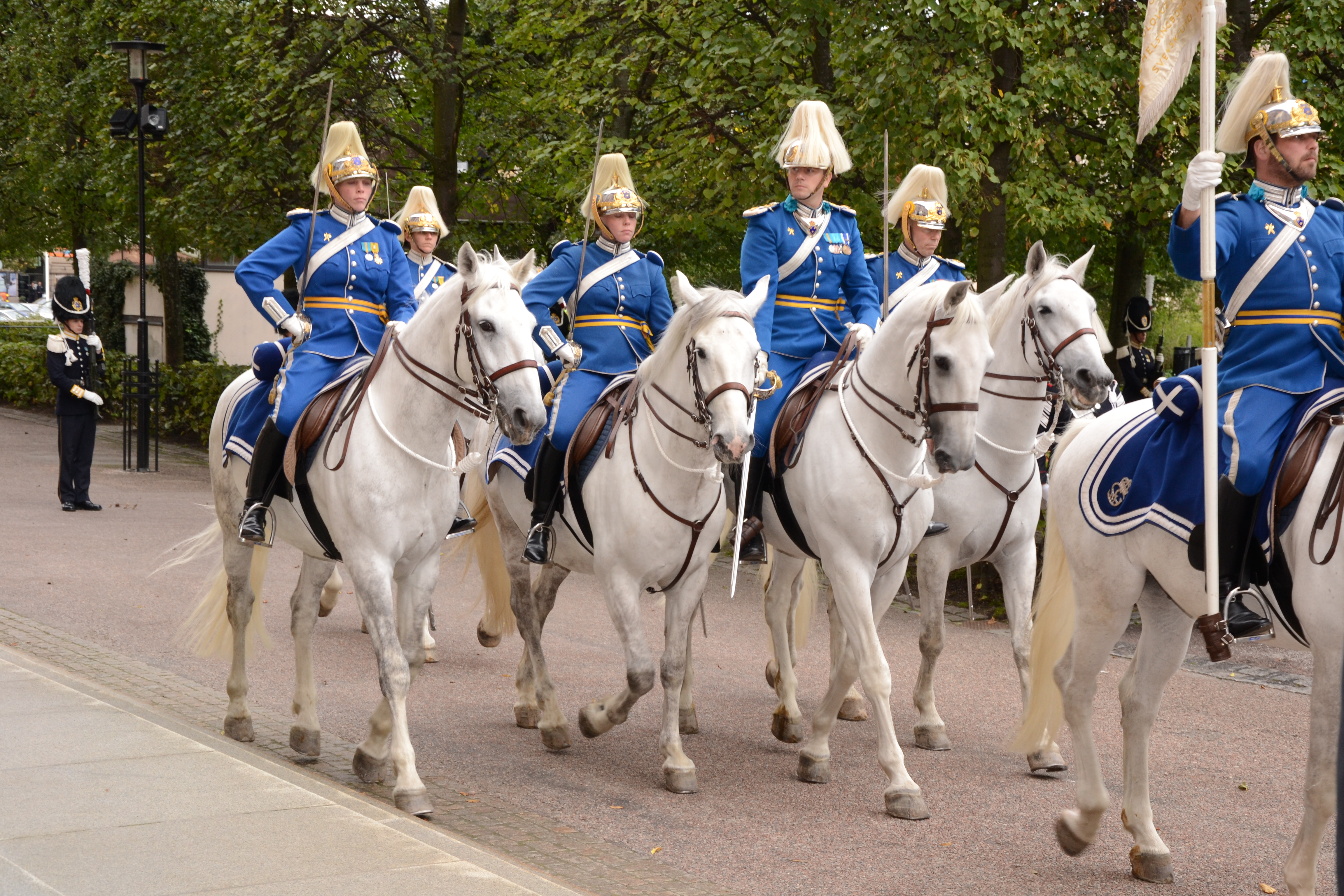
Guardia de color ceremonial ante el Parlamento de Suecia, en el año 2011.

En Suecia la guardia de color puede estar configurada de tres maneras distintas: la gran guardia, la pequeña guardia y la guardia de oficiales, cada regimiento y unidad militar con una insignia regimental tiene su propia guardia de color. El rango militar sueco de fänrik, correspondiente al rango de segundo teniente en la infantería, estaba inicialmente diseñado para el portador de la bandera regimental, esa tarea era considerada tan prestigiosa que solamente podía realizarla un oficial. Hoy en día, es una tarea regular del rango de oficial. La gran guardia de color está formada por dos oficiales comisionados, llamados fanförare (portadores del color) y por ocho soldados alistados. Esto proviene de la época del Rey Gustavo II Adolfo de Suecia y la Guerra de los Treinta Años, cuando todos los regimientos suecos tenían ocho batallones. En aquellos tiempos, cada batallón contribuía con un soldado a la guardia de color del regimiento. La pequeña guardia de color está formada por un oficial comisionado y por cuatro soldados alistados. La guardia de oficiales está formada por tres oficiales comisionados.

### República de Francia

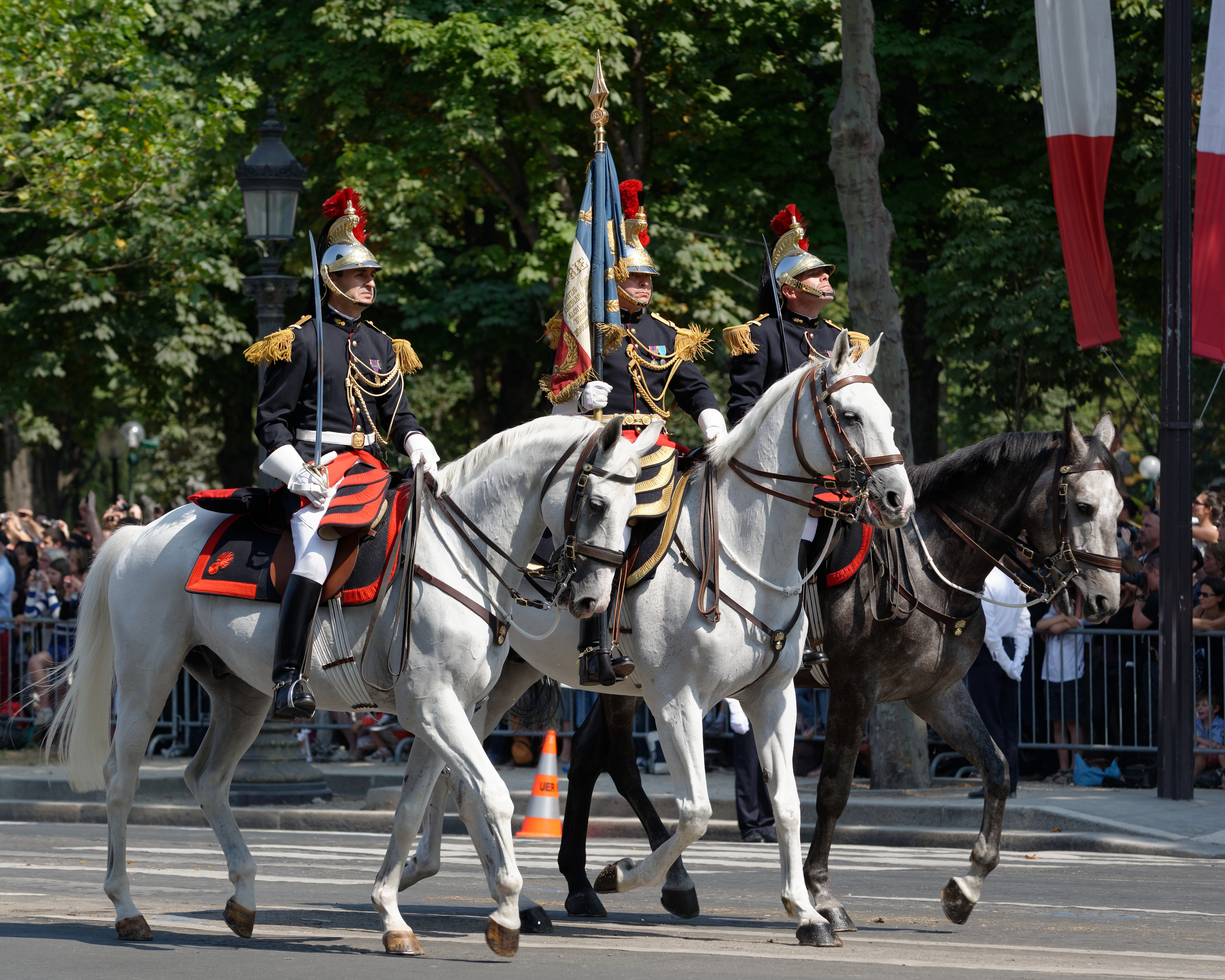
Guardia de color montada francesa.

La guardia de color francesa está formada por:
- Un alférez que sostiene la Bandera de Francia como color nacional.
- Dos suboficiales (normalmente sargentos) que asisten al alférez.
- Tres soldados alistados que protegen al porta estandarte.

Los guardias de color de las academias militares francesas tienden a usar espadas, los miembros de las escuelas de suboficiales, otras instituciones educativas y unidades activas llevan rifles en lugar de espadas. Esta costumbre se mantiene en los otros países que cuentan con poblaciones francófonas. Los guardias de color franceses rinden honores a sus mandos militares presentando armas (en francés: présentez armes).
A la debida orden, los dos suboficiales y los tres soldados alistados presentarán armas, ya sea desenvainando su sable verticalmente o colocando la mano derecha sobre su arma mientras el alférez baja inclinando hacia adelante el color nacional o el color de su respectiva unidad. En algunas ocasiones, la bandera no se baja a menos que el guardia esté en presencia de algún dignatario como el presidente de la República de Francia o un líder militar como el Jefe del Estado Mayor de las Fuerzas Armadas Francesas.

### República Popular China

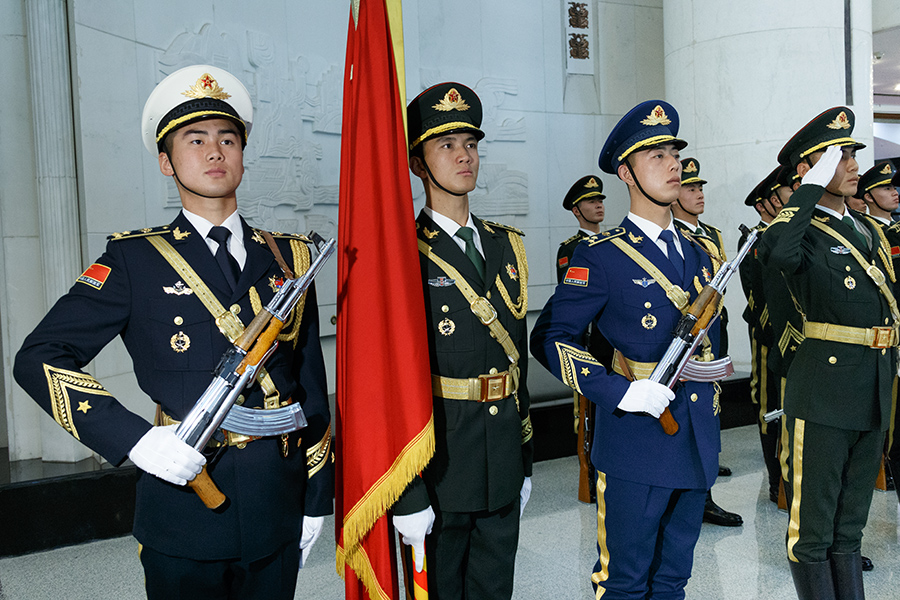
Destacamento de la guardia de color del Ejército Popular de Liberación (EPL).

El Ejército Popular de Liberación de la República Popular China, tiene una guardia de color formada por un alférez que sostiene la bandera del Ejército Popular de Liberación, y la bandera nacional china. Dos oficiales o suboficiales de alto rango escoltan al alférez con sus rifles. En los desfiles de los años 50 del siglo XX, esta configuración estaba presente en cada unidad del EPL hasta el desfile de 1959, pero la insignia y los soldados de la escolta pertenecían a otras unidades del ejército popular. Hoy en día, solamente a los guardias de honor se les concede el deber de guardar los colores que representan a todo el Ejército de Liberación Popular. Siendo el ejército de tierra la rama más importante del EPL, el representante de las fuerzas terrestres sirve como alférez de la guardia de color, mientras que el oficial a su derecha pertenece a la armada popular, y el oficial a su izquierda forma parte de la fuerza aérea popular. Desde 1981, el EPL ha continuado con la tradición de mantener una guardia de color para desfilar con la bandera y la insignia del Ejército popular. El batallón de guardias de honor tiene su base militar en la ciudad de Pekín y ha participado en varios desfiles militares. En diciembre de 2017, una compañía de guardias de honor de la policía popular china, estuvo presente durante las ceremonias en honor a la bandera nacional que tuvieron lugar en la Plaza de Tiananmén de Pekín, en aquellas ceremonias participó oficialmente un batallón de guardias de honor.